# Thomas Chauke
Thomas Hasani "Shinyori" Chauke, né  le 4 février 1952, est un musicien sud-africain. Il a obtenu un doctorat honorifique en langues africaines et pour l'apport que sa musique a joué dans le développement de la culture Xitsonga.

## Biographie
Chauke est né à Salema (Saselamani), un village du nord de la province du Transvaal (actuelle province du Limpopo), en Afrique du Sud. En 1969, il abandonne l'école primaire pour aller travailler dans une entreprise de fleurs à Heidelberg, dans le Witwatersrand (actuel Gauteng). En 1971, il s'établit dans le village de Sandton, un faubourg en banlieue de la ville de Johannesbourg, comme monteur de piscines et de courts de tennis. Puis il retourne chez lui en 1978 comme installateur de postes radios. Dans le village de Sandton, il vit auprès d'un oncle qui lui enseigne quelques rudiments de la musique mbaqanga sur une guitare tsonga. Chauke a cinq épouses, avec lesquelles il a eu 23 enfants et 12 petits-enfants

## Carrière
Chauke a commencé sa carrière avec un groupe qui se composait de treize chanteurs à la fin des années 1970. Au fil du temps il ne reste que cinq musiciens qui se produisent dans des halls des écoles pour collecter des fonds afin de réaliser leur rêve de s'enregistrer dans les studios de Johannesbourg. Chauke signe un contrat pour enregistrer avec GRC, sous le label Nyoresh. Wea Records, lui propose une meilleure offre, et il change sa marque Nyoresh d'origine, pour se produire sous le label de "Shimatsatsa" ("une belle fille"). En 1981, il enregistre et produit avec les sœurs Shinyori, un premier album intitulé Shimatsatsa no 1. Il crée son propre prix qu'il remet chaque année le "Prix de l'artiste de l'année du Dr Thomas Chauke pour Munghana Lonene Fm".
Au cours de sa carrière, Chauke a reçu un disque en diamant, un double disque en or, six disques en platine, onze disques en double platine et neuf disques en triple platine.

## Prix et réalisations

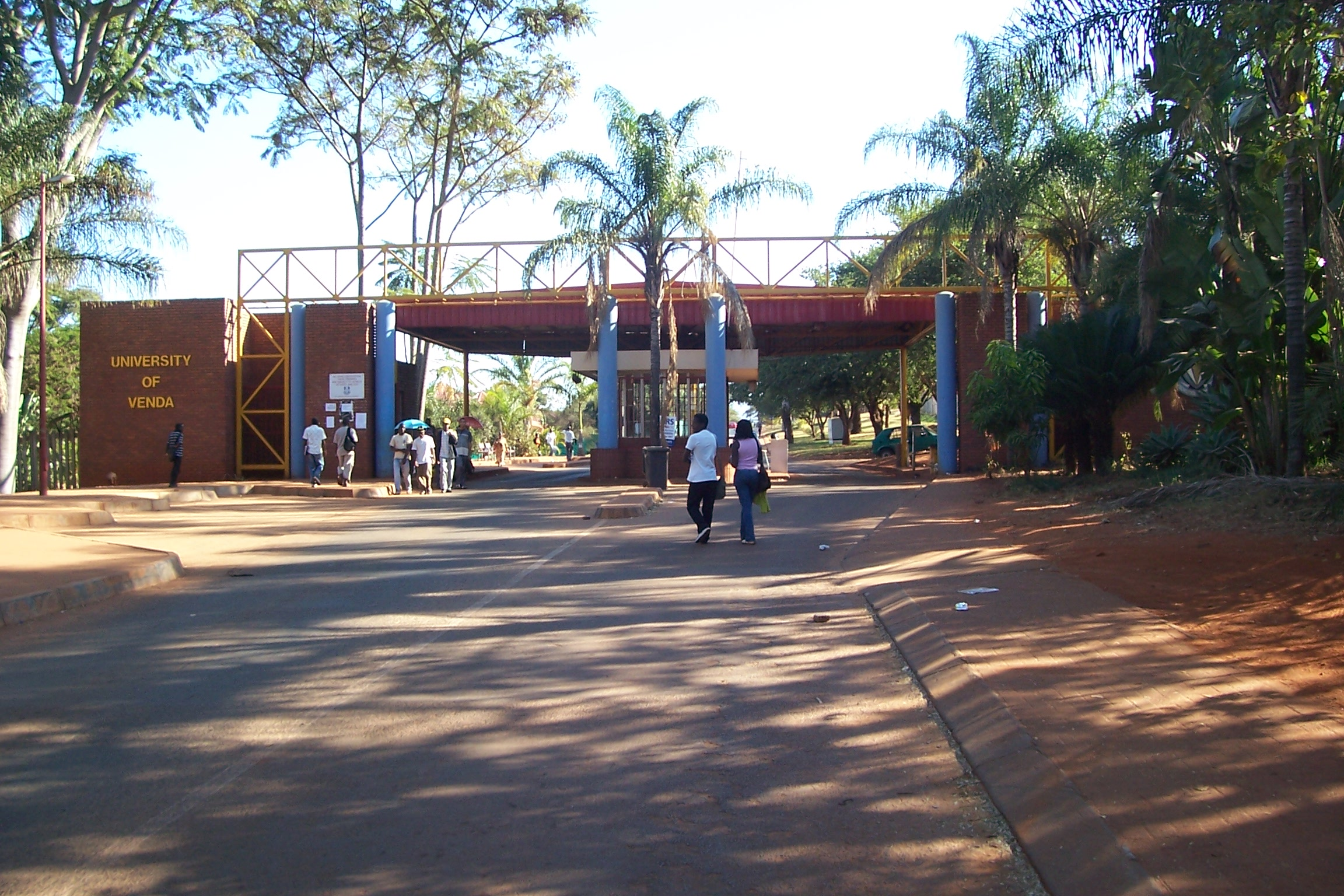
Université du Venda.

- Doctorat honorifique en philosophie, et en langues africaines, université du Venda (Thohoyandou).
- Les South African Music Awards (SAMA) ont remporté seize prix.
- Les prix Munghana-Lonene FM ont remporté dix prix.
- Prix spécial des prix Munghana-Lonene FM.
- MTN SAMA 19 Lifetime Achievement Award 2013.
- En 2014, Munghana Lonene FM a créé la nouvelle catégorie de prix, Dr Thomas Chauke, Album de l'année[4].
- Le gouvernement sud-africain lui a décerné les insignes dans l'Ordre de l'Ikhamanga (échelon argent).

## Discographie
34 albums studio ont été publiés tout au long de sa carrière de plus de 34 années,.
- Shimatsatsa No. 1- Nyoresh
- Shimatsatsa No. 2 – Don't Be Surprised
- Shimatsatsa No.3 – Bomber Mhlengwe
- Shimatsatsa No. 4 -Shimatsatsa xa mina
- Shimatsatsa No. 5 – Shikwamula Mazingi
- Shimatsatsa No. 6 – Xibamuxa Movha
- Shimatsatsa No. 7 – Suka Lovha
- Shimatsatsa No. 8 – Ma jamble Sale
- Shimatsatsa No. 9 – Humelela M.K
- Shimatsatsa No. 10 – Jim Na Jack
- Shimatsatsa No. 11 – Hi Hanya kuvava
- Shimatsatsa No. 12 – Buku Yi Hibyerile
- Shimatsatsa No. 13 – Xifumi Na Lazaro
- Shimatsatsa No. 14 – Suka Davulos
- Shimatsatsa No. 15 – Kokwani Wa Wun'Wana
- Shimatsatsa No. 16 – Sodoma Na Gomora
- Shimatsatsa No. 17 – Bangi situlu
- Shimatsatsa No. 18 – Mati-Endla (SAMA 1999 Winner)
- Shimatsatsa No. 19 - I Mutshiveri Muni? (SAMA 2000 Winner)
- Shimatsatsa No.20 – Magidi – Mbirhi (SAMA 2001 Winner)
- Shimatshana No. 21 – Mpfende Mpfende (SAMA 2002 Winner)
- Shimatsatsa No. 22 – Mugawula
- Shimatsatsa No. 23 – Shimovhana
- Shimatsatsa No. 24 – Madzolonga
- Shimatsatsa No. 25 – Xidudla Kedibone
- The Best Of Thomas Chauke – Volume 1
- The Best Of Thomas Chauke Na Shinyori Sisters – Volume 2
- Shimatsatsa No. 26 – Mavholovholo
- Shimatsatsa No. 27 – Rejina
- Shimatsatsa No. 28 – Swelemetee
- Shimatsatas No. 29 – Xihloka Xa Maseve (SAMA 2010–Nominated)
- Shimatsatsa No. 30 - Jehovha (SAMA 2011 Winner)
- Shimatsatsa No. 31 – Dokodela (SAMA 2013 Winner)
- Shimatsatsa No. 32 - Virus-Computer ya nhloko (SAMA 2014 Winner) "Sold a remarkable Gold within 2 Days of release"
- Shimatsatsa No. 33 - Basopa
- Shimatsatsa No. 34 - Xiganga (SAMA 2017 Winner)
- Shimatsatsa No. 35 - Majagani